# スタール耳
スタール耳（スタールみみ、英 Stahl's ear）とは、耳介の先天性の形状異常のひとつ。

## 概要
通常、耳介軟骨の立体構造として対耳輪の上行脚と下行脚が存在するが、スタール耳ではこの部分に余分な軟骨の隆起(第3脚)が形成されている。
そのため耳介の上部外側がとがった形状になっている。
外国では、悪魔の耳とよばれて嫌われている。

## 治療
生後早期であれば外力による矯正も試みられるが、成長とともに耳介軟骨は硬化し矯正は困難となるため、手術が中心となる。